# Hunderdorf
Hunderdorf là một đô thị ở huyện Straubing-Bogen bang Bayern, Đức.